# Société des antiquaires de Normandie
La Société des antiquaires de Normandie est une société historique et archéologique normande fondée en 1824 par Arcisse de Caumont. Elle tient ses réunions à l'hôtel d'Escoville, à Caen.

## Histoire
La Société des antiquaires de Normandie a pour vocation l'étude de l'histoire et de l'archéologie des cinq départements de Normandie. Ses contributions sur le département de la Manche sont nombreuses. Charles de Gerville, inventeur du vocable « architecture romane », fut l'un de ses membres fondateurs.
Elle est à l'origine de la publication de sources importantes pour l'histoire normande, ainsi que de la conduite de fouilles archéologiques. Reconnue d'utilité publique en 1855, elle a son siège à Caen. En 1854-1855, la société a installé son musée, principalement constitué de ses collections archéologiques dans une partie de l'ancien collège du Mont. Le bâtiment et le musée ont été partiellement sinistrés en 1944, puis les collections ont été déposées en 1983 au musée de Normandie (château de Caen) ainsi qu'au musée gallo-romain de Vieux. Ses archives sont déposées aux archives départementales du Calvados (sous-série 83 F) et sont librement consultables.

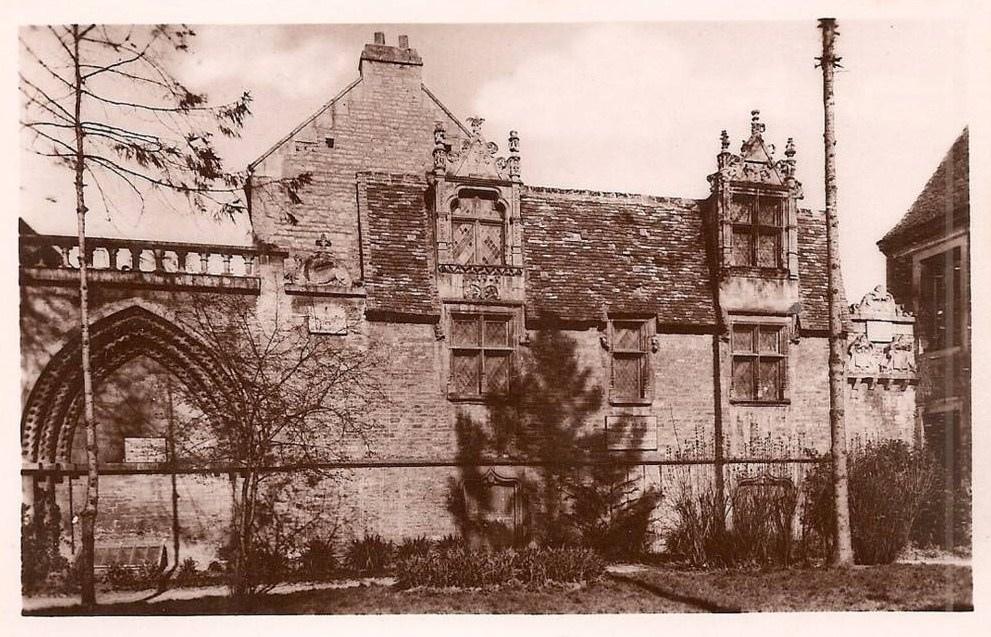
Jardins du musée.
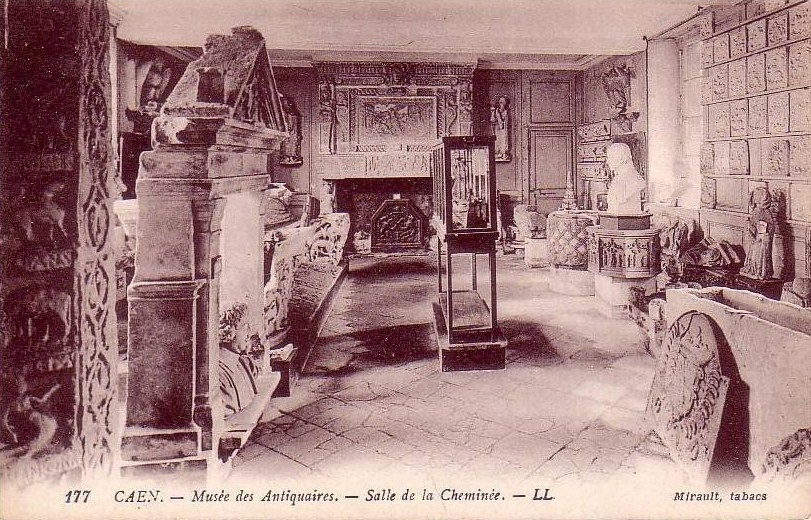
Salle de la cheminée.
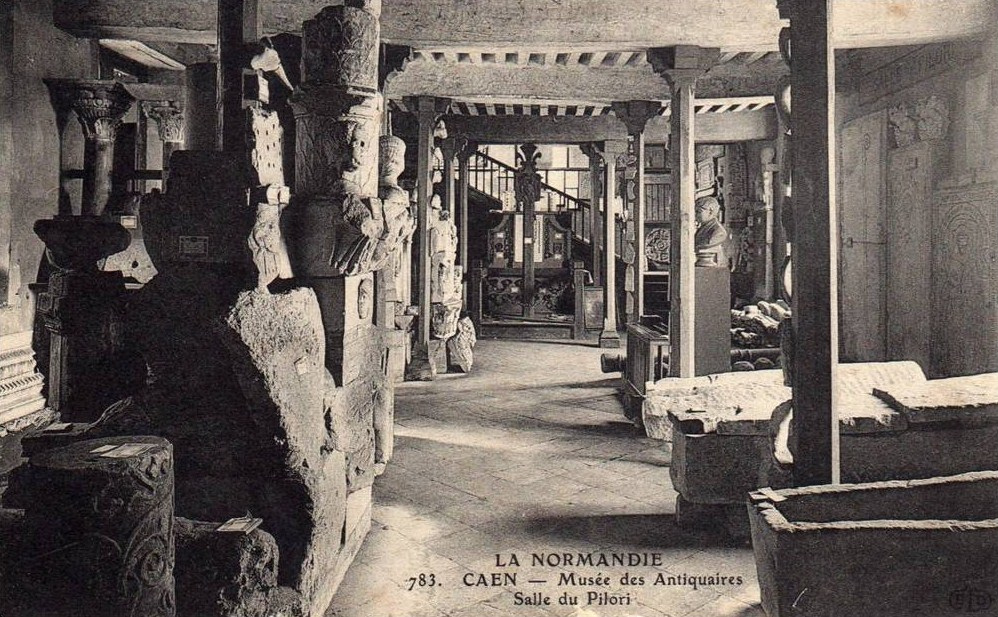
Salle du pilori.

## Liste des présidents
| Identité                            | Période        | Période | Durée |
| Identité                            | Début          | Fin     | Durée |
| ----------------------------------- | -------------- | ------- | ----- |
| Elizabeth Deniaux (d) (née en 1944) | 4 janvier 2020 |         |       |

## Membres illustres
- Jean Adigard des Gautries

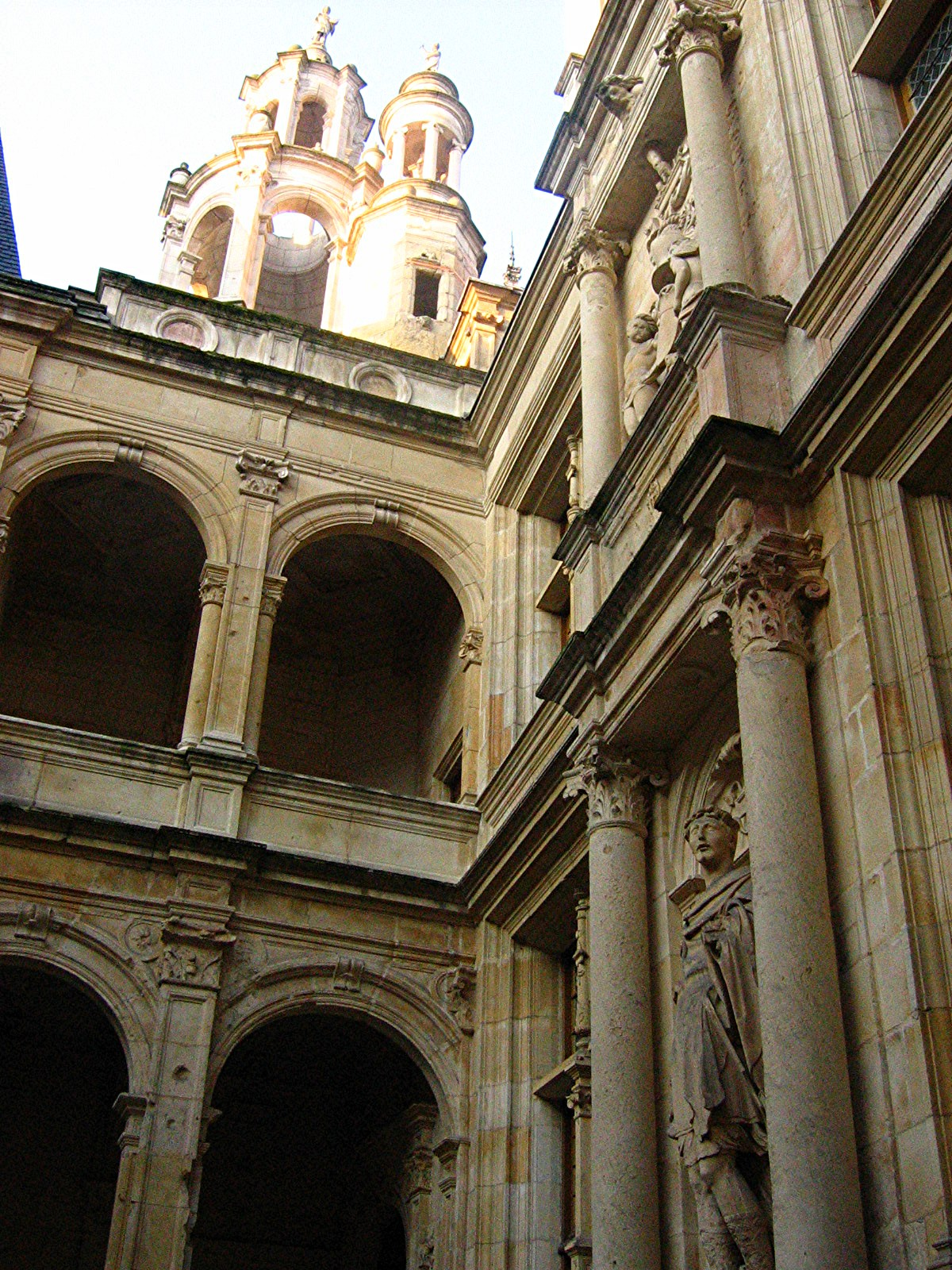
L'hôtel d'Escoville, siège de la Société.

- Flavien Hugonin (1823 - † 1898, directeur et membre d'honneur, évêque de Bayeux et Lisieux[2])
- Georges Bouet
- Alfred Canel
- Arcisse de Caumont
- Antoine Charma
- Jacques Fontaine
- Charles de Gerville
- Gervais de La Rue
- Charles Édouard Lambert
- Amédée Léchaudé d'Anisy
- Jacques Le Maho
- Auguste Le Prévost
- Henry Louis Martin de Villers
- Lucien Musset
- Delphine Philippe-Lemaître
- Bénigne Poret de Blosseville
- Eustache de La Quérière
- René-Norbert Sauvage
- Charles Thomine des Mazures
- Gérard de Contades
- Marie-Josèphe Le Cacheux

## Publications
La société publie régulièrement son Bulletin de la Société des antiquaires de Normandie, le dernier en date chronologiquement étant le tome LXXIII (2014, paru en 2016). Un gros travail effectué pour résorber un retard dans les publications a permis de publier le tome LXIII en 2010 et d'annoncer d'autres publications. Le tome LXVI, couvrant la période 2004-2007, est paru en 2011.
En outre, des Mémoires sont publiés depuis la fondation de la Société en 1824, le dernier volume publié est le tome XLVII (2016) et est consacré au « Patrimoine de Caen à l'épreuve de la Seconde Guerre mondiale et de la Reconstruction ». C'est l’œuvre de Patrice Gourbin (320 p.)
À partir des années 2000, deux nouvelles collections sont publiées : la première, dite les grands textes des Antiquaires de Normandie, a débuté en 2008 par une réédition critique et augmentée de l'ouvrage Les Curieuses recherches du Mont Sainct Michel, par dom Thomas Le Roy.
La seconde, Monuments et sites de Normandie, a été inaugurée en 2010 par un ouvrage d'Étienne Faisant sur le château de Fontaine-Henry. En 2011, un second volume de cette collection portant sur l'église Saint-Sauveur-du-Marché de Caen est paru, par Étienne Faisant, Vincent Juhel et François Saint-James. En 2013, un volume de cette collection porte sur le Grand Doyenné d'Avranches, une résidence aristocratique au fil des siècles dont l'auteur est David Nicolas-Méry. L'année 2014 voit la publication dans ce cadre d'une plaquette de Julien Deshayes sur la chapelle Saint-Germain de Querqueville et sur L'ancien hôtel de ville de Caen, disparu en 1944, séminaire des Eudistes de 1664 à 1792, par Christophe Marcheteau de Quinçay.
Un volume hors collection est paru en 2017, à l'occasion du bicentenaire de la naissance de Georges Bouet, comportant des gravures publiées par l'artiste en 1844-1848, des chapitres généraux par François Saint-James et Marie-Pierre Bouet et des notices rédigées par Étienne Faisant, Hôtels et maisons Renaissance de Caen dessinés par Georges Bouet (1817-1890).